# جاكوبو رافاسي
جاكوبو رافاسي (بالإيطالية: Jacopo Ravasi)‏ هو لاعب كرة قدم إيطالي في مركز الهجوم، ولد في 8 فبراير 1987 في ميلانو في إيطاليا. لعب مع إنتر ميلان ونادي بيرغوليتزي 1932 ونادي لوزيرن ونادي ويل.